# محمد نيشل
محمد نيشل هو بوسني جزائري، اُعتقل عن طريق الخطأ لما يقرب من سبع سنوات من قِبل الولايات المتحدة في معسكرات الاعتقال في غوانتانامو في كوبا.
ولد في الجزائر، وهاجر البوسنة في التسعينات، وأصبح مواطن بوسني، تزوج من سيدة من البوسنة، وكان يعمل في منظمة الهلال الاحمر لتقديم المساعدات الإنسانية أثناء هجمات 11 سبتمبر 2001.
أدكت المحكمة أنه لا يوجد دليل على أنه كان ينوي السفر إلى أفغانستان لحمل السلاح ضد القوات الأميركية، وقال القاضي ليون أن هذا الاحتجاز غير قانوني، وأمر بإطلاق سراحه في نوفمبر 2008، وقد أفرج عنه من غوانتانامو وعاد إلى عائلته في البوسنة في 16 ديسمبر 2008.

## إطلاق سراحه
في 16 ديسمبر 2008 تم إطلاق سراح مصطفى خضر، وحاج بوديله، ومحمد نيشل، وعادوا إلى البوسنة.
في 3 مارس 2009، قالت صحيفة الخبر أن إدارة بوش أجبرت المعتقلين الثلاثة على التوقيع على تعهدات بأنهم لن يقاضوا الحكومة الأمريكية قبل إطلاق سراحهم.

## وصلات خارجية
- بعد 7 سنوات، القاضي يأمر بالإفراج عن ضحايا الاختطاف في غوانتانامو، أندي ورثينجتون 25 نوفمبر 2008.
- حقوق الإنسان أولا؛ المثول أمام المحاكم الاتحادية أثبت قدرته على التعامل مع حالات غوانتانامو (2010)[وصلة مكسورة].